# غاري تشان
غاري تشان (بالصينية: 陳克勤) هو سياسي صيني، ولد في 13 يوليو 1976 في فوجيان في الصين. نشط حزبياً في Democratic Alliance for the Betterment and Progress of Hong Kong ‏. وقد انتخب عضو المجلس التشريعي لهونغ كونغ عن دائرة New Territories East (1998 constituency) ‏ (1 أكتوبر 2008 – ).